# Bahnhof Lienz

Der Bahnhof Lienz ist der wichtigste Bahnhof im Bezirk Lienz (Osttirol). Er stellt einen wichtigen Halt der Drautalbahn dar. Der Bahnhof existiert seit 1871 und wurde nach schweren Beschädigungen 1944/45 zwischen 1947 und 1950 neu errichtet.

## Geschichte
Der Lienzer Bahnhof wurde 1871 nach Plänen von Wilhelm von Flattich errichtet. Da es sich beim Bahnhof Lienz um die wichtigste Station der Verbindung zwischen Villach und Franzensfeste handelte, wurde der Bahnhof in Lienz als Klasse I. Stationsgebäude ausgeführt.
Das ursprüngliche Stationsgebäude bestand aus der Aufnahmehalle, einem Restaurant und einem zugehörigen Nebengebäude. Hinzu kamen ein gemauertes Gütermagazin, eine Brückenwaage, ein Wasserstationsgebäude mit Anbauten und ein Kohleschuppen. Für die Unterbringung der Fahrzeuge und den Betrieb waren zudem zwei Lokomotivremisen, eine Wagenremise, die Bahnmeisterei und zwei Bahnwärterhäuschen vorhanden.
Während des Zweiten Weltkriegs wurde die Bahnhofsanlage des Lienzer Bahnhofs zwischen 1944 und 1945 mehrmals durch Bombenangriffe beschädigt. Der schwerste Angriff erfolgte am 19. April 1945, als das Hauptgebäude mit dem Restaurant schwer beschädigt und die Lokomotivremise mit Drehbühne zerstört wurde. Das Hauptgebäude wurde in der Folge zwischen 1947 und 1950 neu errichtet.

### Umbau zum Mobilitätszentrum

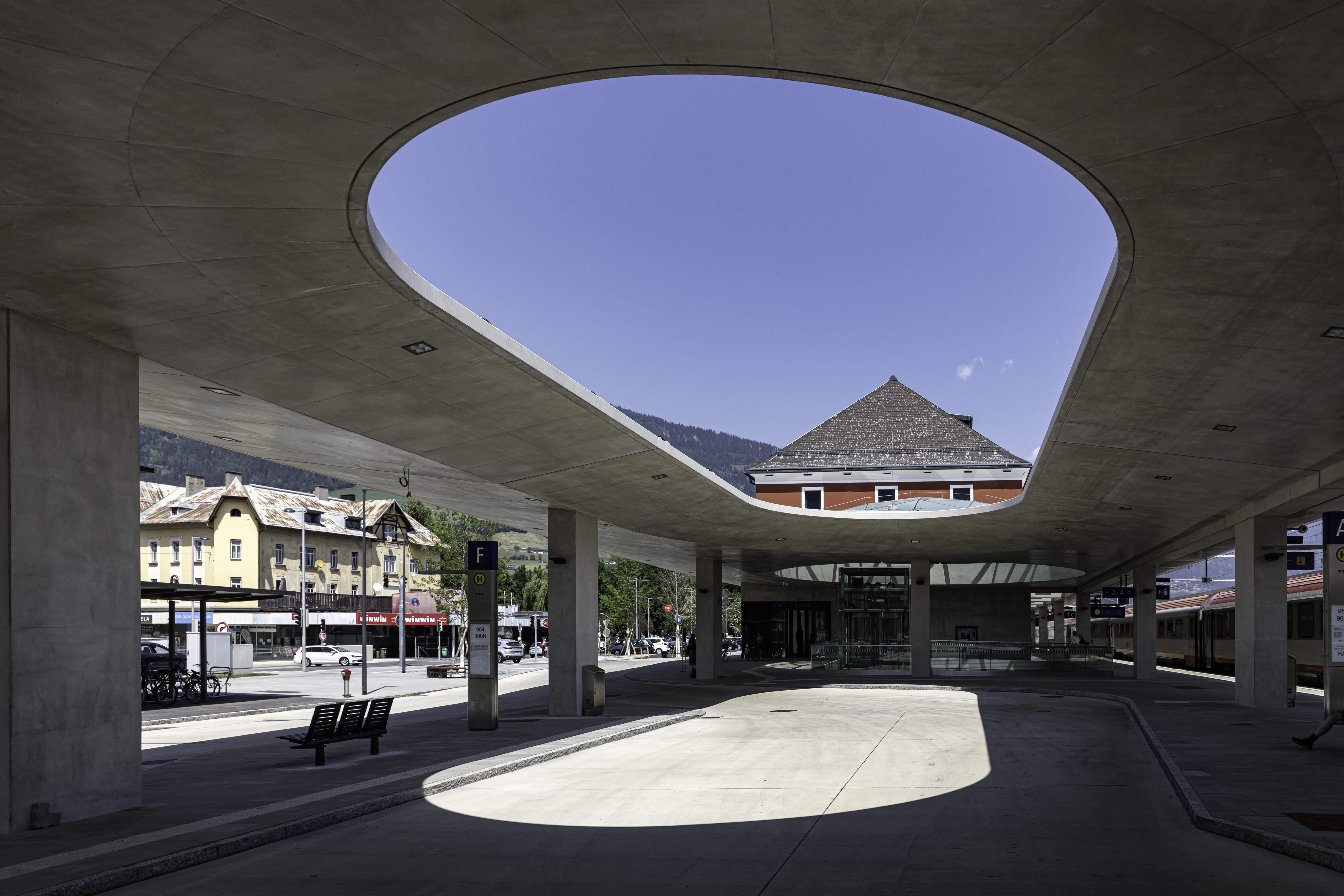
Busbahnhof am Bahnhof Lienz

Der Bahnhof Lienz ist seit Ende 2021 ein barrierefreies Mobilitätszentrum mit einer neuen Rad- und Fußgängerunterführung, wodurch die südlichen Stadtteile und Umlandgemeinden mit dem Stadtkern verbunden worden sind. Ein moderner überdachter Busbahnhof, ein neuer 4. Bahnsteig und ein neuer MPreis-Markt sind errichtet worden. Dadurch ist das Eisenbahnmuseum EBFL und die Innenstadt besser erreichbar.

## Baubeschreibung

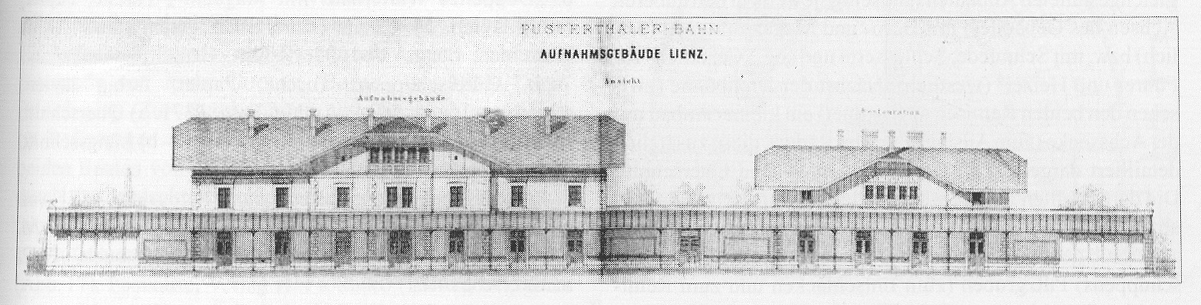
Der Bahnhof Lienz nach den Plänen von Wilhelm von Flattich (1871)

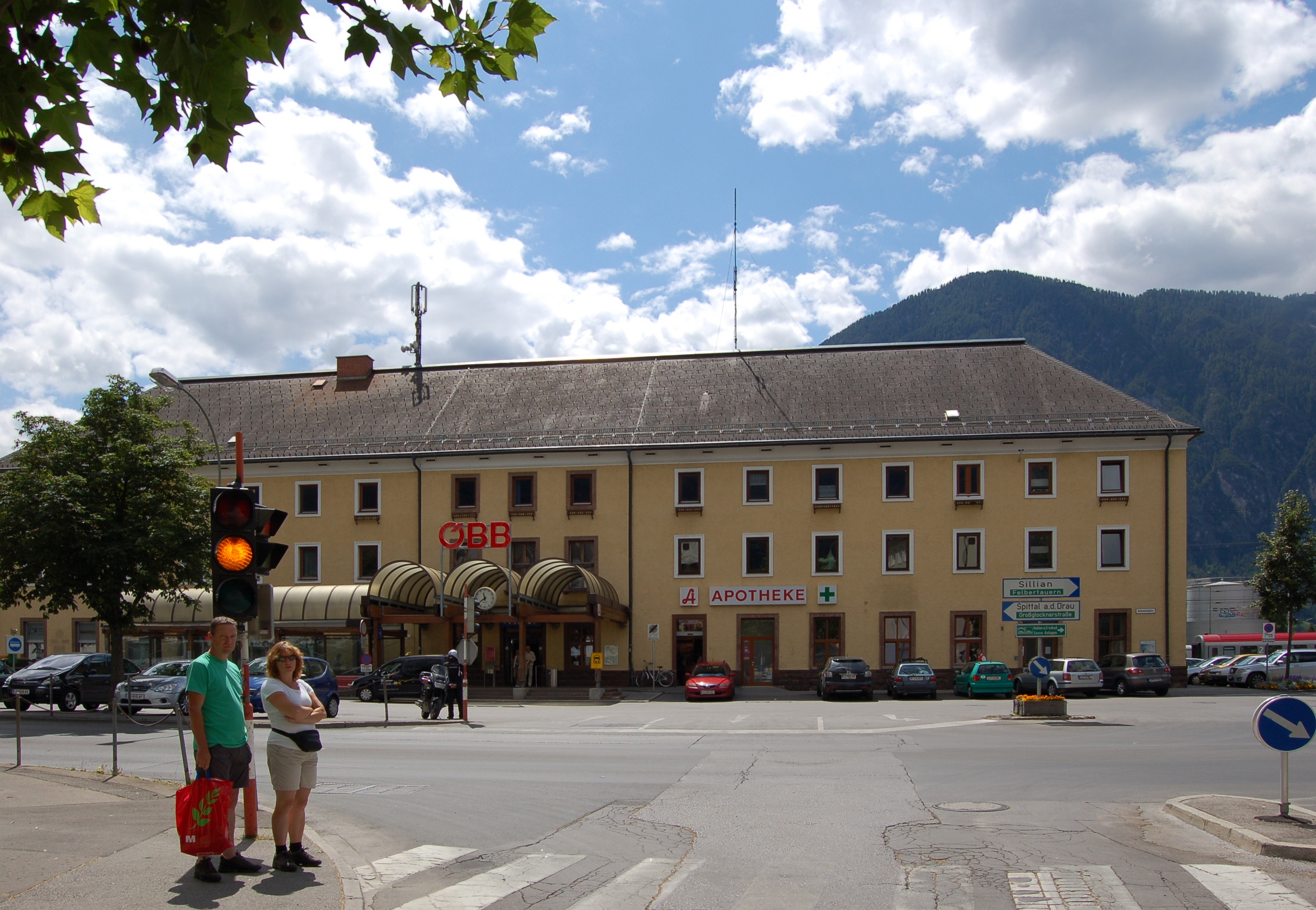
Bahnhofsvorplatz mit Stationsgebäude (2011)

Das Hauptgebäude mit Restaurant war 1871 in zwei selbständigen Baukörpern mit einem verbindenden, gedeckten Gang errichtet worden. Das Hauptgebäude entsprach dabei dem Regeltypus I. Klasse der Bahnhöfe der Pustertalbahn und wurde als zweigeschoßiger Bau mit abgewalmtem Satteldach und dreiachsigem, übergiebelten Mittelrisalit ausgeführt. Die Fassade war dabei steinsichtig und mit Eckquaderung versehen, die einfach gerahmten Portal- und Fensteröffnungen mit rustizierten Bekrönungen verziert. Die holzverschalten Giebelfelder waren wiederum mit Zierschnitt-Brettern und Fenstergruppen geschmückt. Auch das Restaurationsgebäude war 1871 zweigeschoßig errichtet worden, wobei der Bau etwas niedriger ausgeführt worden war. Auch dieses Gebäude verfügte über ein abgewalmtes Satteldach und besaß eine vergleichbare Außengestaltung wie das wesentlich größere Hauptgebäude.
1936 erfolgten erste größere Umbau- und Erweiterungsmaßnahmen am Lienzer Bahnhof. So wurde zwischen dem Aufnahmegebäude und dem Restaurationsgebäude ein ebenerdiger Verbindungstrakt errichtet und der Wartesaal umgestaltet. Nach den Zerstörungen des Zweiten Weltkriegs erfolgte der Neubau des Stationsgebäudes, wobei Teile des östlichen Bauwerksbereichs (Post- und Restaurationsgebäude) in den Neubau miteinbezogen wurden.
Der Neubau griff dabei das ursprüngliche Stationskonzept auf und behielt das Konzept des parallel zur Bahnstrecke ausgeführten Hauptgebäudes mit einem Verbindungstrakt zum Nebengebäude bei. Das Aufnahmegebäude wurde als dreigeschoßiger Bau mit abgewalmten Satteldach über breiter Hohlkehle ausgeführt und besitzt eine nicht gegliederte Fassade, die lediglich durch einen flach vortretenden, dreiachsigen Mittelrisalit strukturiert wird. Der überdachte Eingang wurde in den 1980er Jahren zu einer Vorhalle ausgebaut.